# АА-52
AA-52 (фр. Arme Automatique Transformable Modèle 1952) — французький єдиний кулемет, прийнятий на озброєння Армії Французької Республіки в 1952 році. Це одна із перших французьких моделей стрілецької зброї, випущеного після Другої світової війни. Також називався Cinquante-Deux (фр. п'ятдесят два).
Ця зброя досі використовується в кулеметних установках на бронетехніці, а також перебуває на озброєнні в гірських частинах, проте поступово витісняється з піхотних частин більш легким Minimi.

## Історія
Єдиний 7,5-мм кулемет AA-52 був розроблений на початку 1950-х років з урахуванням досвіду Другої світової війни і війни в Індокитаї. Значна увага приділялася технологічності виробництва (в конструкції кулемета застосовуються електрозварювання і штампування зі сталевого листа). В даний час йде заміна на бельгійський FN MAG.
Під час російського вторгнення в Україну певна кількість кулеметів була передана ЗСУ.

## Варіанти і модифікації
- AAT-52 — перший варіант кулемета, під штатний французький гвинтівково-кулеметний набій 7,5 × 54 мм  зразка 1929 року;
- AAN F1 — модифікація під патрон 7,62 × 51 мм НАТО, прийнята на озброєнні французької армії в 1960-ті.
- MAC-58 — експериментальна великокаліберна модифікація під набій 12,7×99 мм НАТО. Були випробувані кілька прототипів, але не були поставлені в серійне виробництво в зв'язку з великою кількістю американських кулеметів Браунінг М2, які вже перебувають на озброєнні французьких збройних сил. Проектувався для заміни М2, але за результатами випробувань зразків кулемета було визнано, що в подальшому розвитку прототипу немає необхідності. Автоматика заснована на напіввільному затворі.

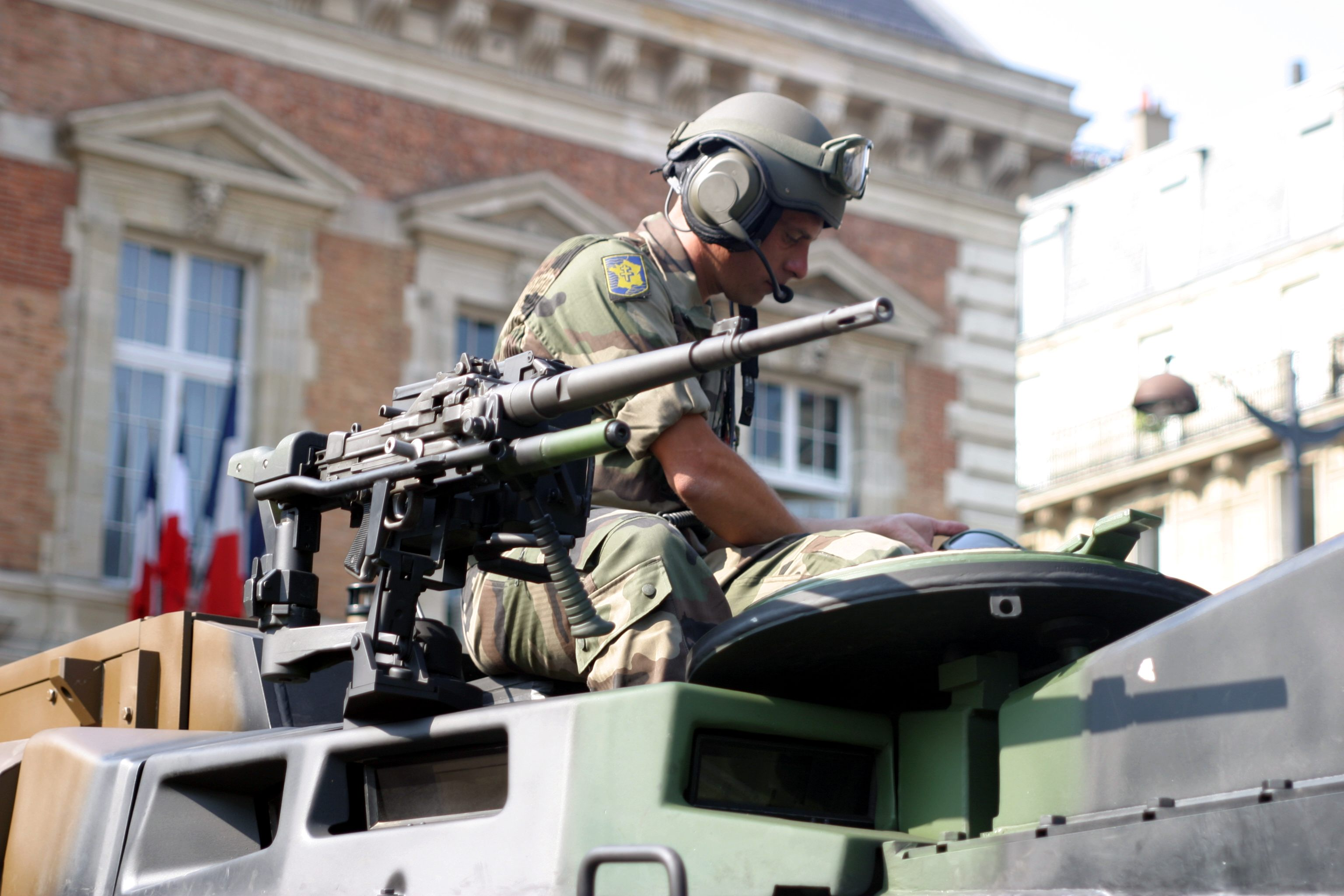
NF-1 на танку « Леклерк»
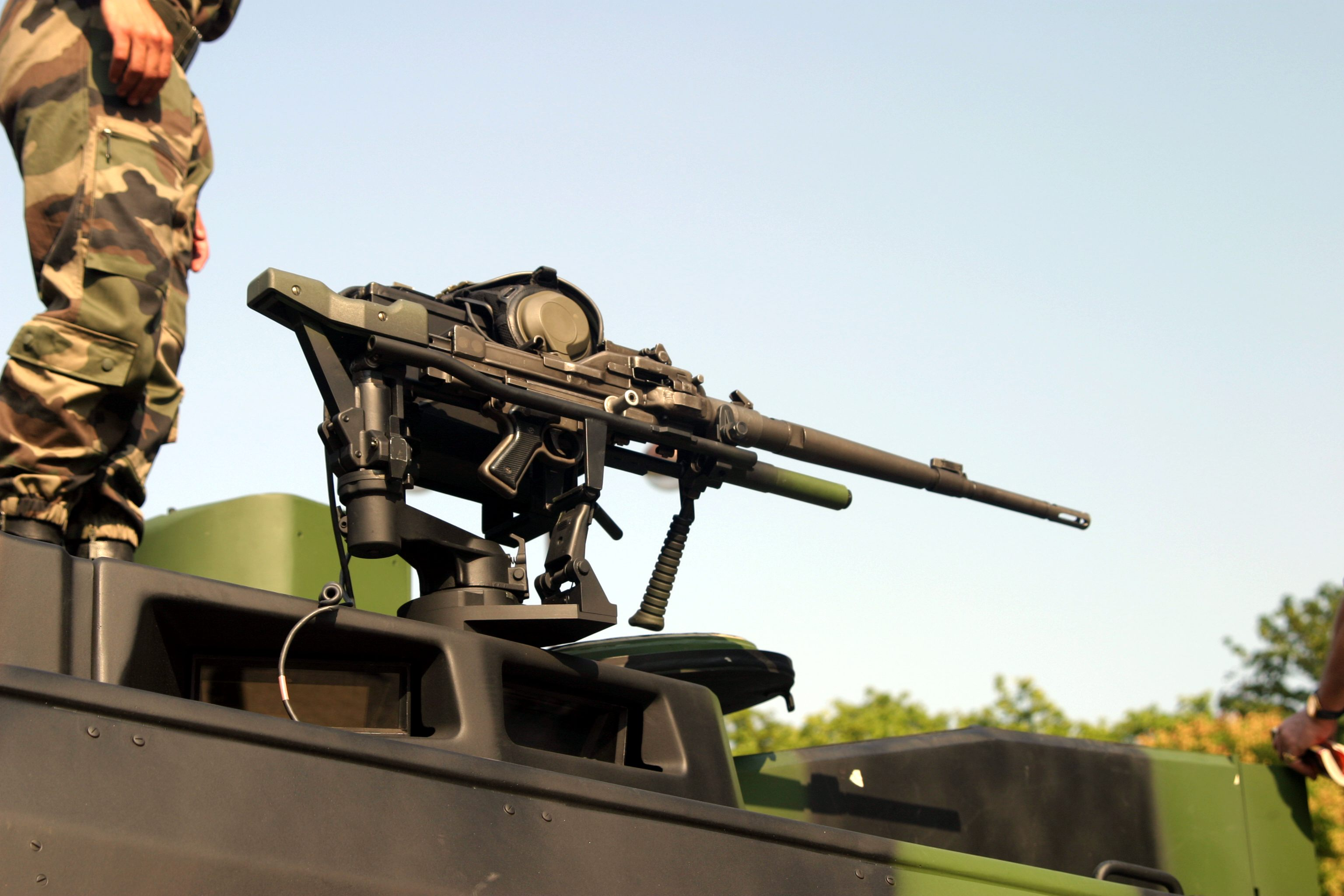
NF-1 на танку
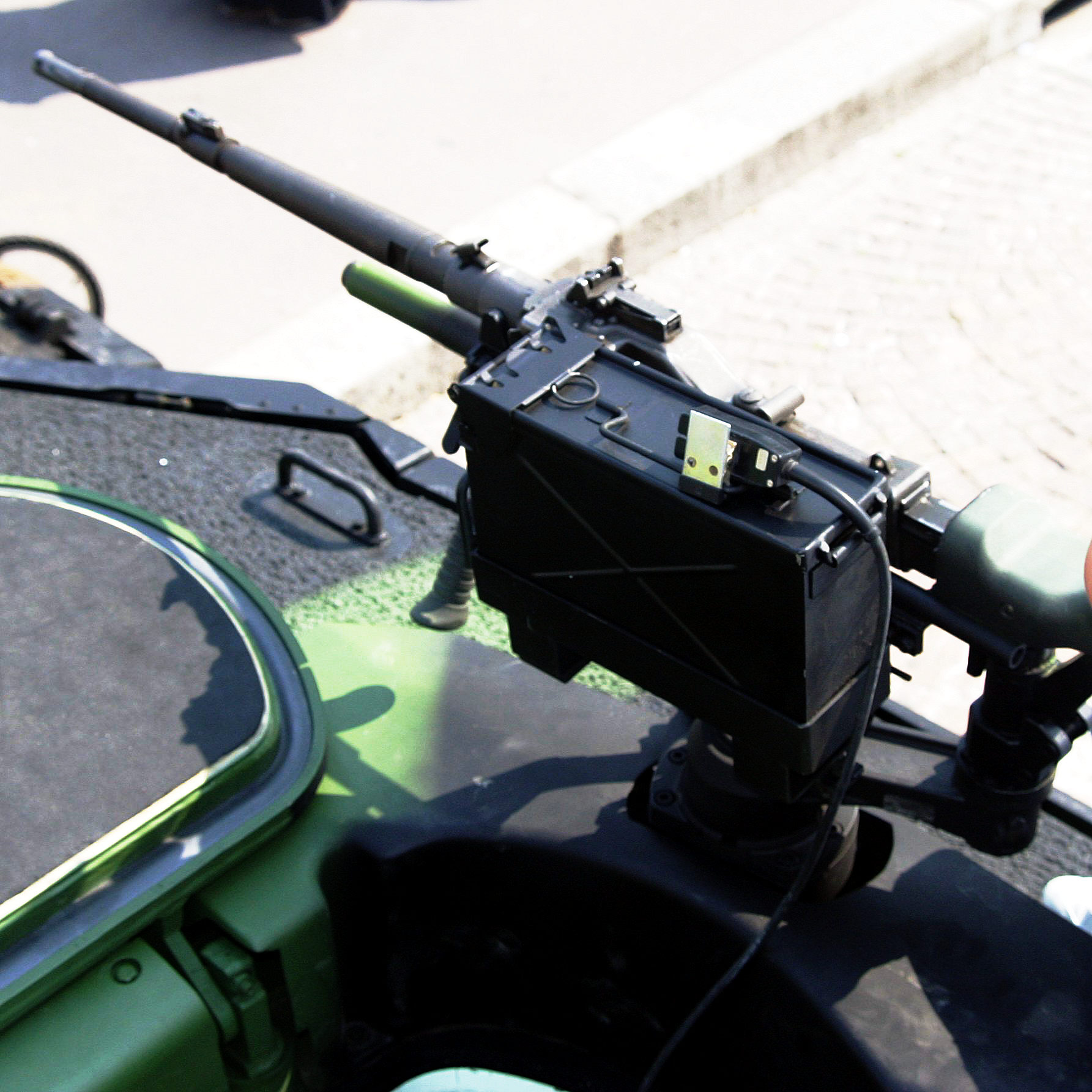
NF-1
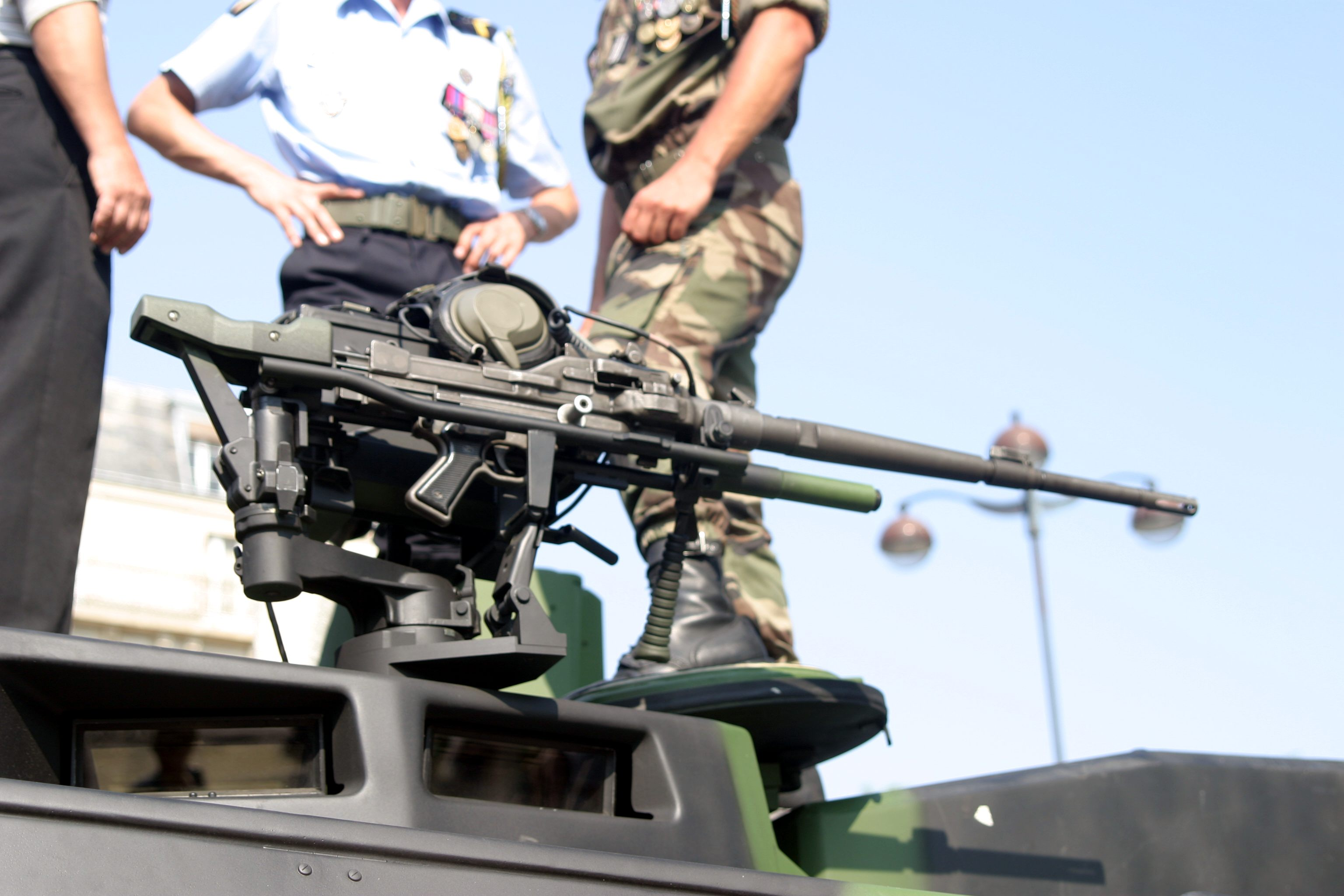
NF-1